# Renfe série 269.2
La série 269.2 est une série de locomotives électriques de la Renfe.

## Origine
Fin 1980, une nouvelle version de la série 269.0 apparaît sur le réseau de la Renfe dans le cadre du plan d'amélioration général mis au point par la société, qui prévoit le renforcement du parc traction. Si la conception générale reste la même, les différences se situent au niveau de la partie électrique qui a subi quelques modifications. Le premier lot livré se révèle insuffisant pour atteindre les objectifs fixés par le Plan General de Ferrocarriles, et une deuxième sous-série de 110 unités aptes à 160 km/h. est commandée.

## Conception
La caisse est la même que celle de la série 269.0, la seule différence étant constituée par la modification des prises d'air pour le refroidissement des résistances situées entre les deux bogies. La deuxième sous-série 269-222 à 331 présente quelques différences, comme la modification des portes d'accès aux cabines, la suppression des deux petites fenêtres latérales remplacées par une unique de type Young, et diverses modifications sur la toiture. Les bogies sont identiques avec ceux des séries précédentes, et présentent la particularité d'être interchangeables avec ceux de la série 251 Les principales modifications de la partie électrique portent sur les équipements auxiliaires. Un groupe moteur alternateur triphasé MG-138-A2-F remplace le groupe moteur générateur. Tous les moteurs auxiliaires sont d'un nouveau modèle, à l'exception de celui du compresseur auxiliaire.
La fabrication est répartie entre plusieurs constructeurs :
- 269-201 à 210 : CAF 1980
- 269-211 à 221 : MACOSA no 620 à 630 de 1981
- 269-222 à 248 : CAF 1983
- 269-249 à 270 : CAF 1984
- 269-271 à 282 : MACOSA no 701 à 712 de 1983
- 269-283 à 308 : MACOSA no 713 à 738 de 1984
- 269-309 à 331 : ATEINSA 1984

C'est la première fois que la CAF n'est pas la seule entreprise à fabriquer des "japonaises". Ce sont également les premières machines électriques fabriquées par Ateinsa, qui œuvrait jusqu'alors essentiellement dans le diesel.
La principale nouveauté réside dans la livrée des nouvelles machines, en totale opposition avec ce qui a pu exister jusqu'alors. La Renfe a retenu comme nouvelles couleurs le jaune et le bleu. La première sous-série 269-201 à 221 combine ces couleurs dans un schéma en forme de zigzag, vite surnommé « Mazinger » par référence à un dessin animé japonais diffusé à l'époque sur TVE.
La deuxième sous-série 269-222 à 331 reçoit également une livrée à base de jaune et bleu (d'une nuance plus foncée), mais disposée en bandes horizontales et biseautées.
Enfin, les dernières unités 269-307 et 308, 269-326, et 269-329 à 331 reçoivent la nouvelle livrée "Estrella" orange, crème et marron.

## Service
Une fois livrée les machines de la première sous-série sont affectées à Madrid-Fuencarral (269-201 à 210) et Barcelone-Casa Antunez (269-211 à 221). Les madrilènes remorquent les express diurnes et les Talgo, plus rarement des marchandises. Elles inaugurent les premiers services Corail sur Madrid-Gijón et Madrid-Santander. L'arrivée des 269-200 à Barcelone coïncide avec la mutation des 269.5 à Miranda del Ebro. Là aussi, on les retrouve en tête des Talgo, express et rapides. Elles assurent en particulier la traction des Talgo Mare Nostrum et Barcelona Talgo. Par la suite, elles assureront les rapides Corail Barcelone-Valence, Valence-Cerbère, et Barcelone-Saragosse. En 1983, après livraison du reste de la série, la totalité de la première sous-série est mutée au dépôt de Séville-Santa Justa. Elles remorquent tous les types de trains jusqu'à Madrid et Valence. Quelques unités reçoivent des vitres frontales renforcées et voient la disposition de leurs pantographes modifiées.
La deuxième sous-série est répartie, au fur et à mesure des livraisons, entre les dépôts de Madrid (269-309 à 331), Barcelone (269-261 à 308) et Séville-Santa Justa (269-222 à 260). Elles assurent tous types de service entre Cadix et la frontière française.
Au début des années 1990, la plupart des machines de la série reçoivent la nouvelle livrée "Traccion" noire et grise. Le matériel est réparti entre les différentes activités (ou Unidad de Negocio, UN) de la Renfe ce qui provoque de nombreuses mutations. À terme, fin 1990, les 269-200 sont réparties entre les dépôts de Santander (12 unités), Miranda de Ebro (14 unités), Leon (14 unités), Alcazar de San Juan (8 unités), Barcelone (18 unités) et Séville (29 unités). Par la suite, Valence reçoit également 17 machines. Dès lors, on peut les voir sur l'ensemble du réseau.
Sur les 110 machines composant la série en 1990, 15 sont prélevées (269-226, 231, 235, 247, 252, 269, 292, 296, 297, 299, 310, 313, 315, 322, 331) et passent au parc Cercanias (banlieue). Elles reçoivent diverses modifications dans la cabine 1 (module pour la fermeture automatique des portes, la climatisation et l'éclairage des rames) et la livrée blanche et rouge de leur nouvel opérateur. Elles remorquent les voitures à deux niveaux de la série 450 sur les banlieues de Barcelone et Madrid jusqu'à la livraison des automotrices correspondantes en 1994, date à laquelle elles sont remises au type après avoir remorqué des convois beaucoup plus classiques en livrée banlieue. La dernière circulation derrière une rame à deux niveaux a lieu le 31 décembre 1993.
À la même époque, les sept machines 269-246, 258, 251, 253 à 255 et 265 sont retenues pour assurer la remorque des Talgo 200 en Andalousie. Mutées à Séville-Santa-Justa, elles reçoivent la livrée AVE et sont utilisées sur Cordoue-Malaga et Séville-Cadix-Huelva. Fin 1999, seules les 269-251, 253 et 255 sont encore utilisées sur ce service, toutes les autres étant remises au type.
À compter du 3 février 2003, l'UN Grandes Lineas prend en charge la remorque des trains TALGO 200 Madrid-Cadix-Huelva et Madrid-Algesiras dans le cadre de son nouveau service ALTARIA. La 269-253-1 reçoit le logotype correspondant sur ses flancs.

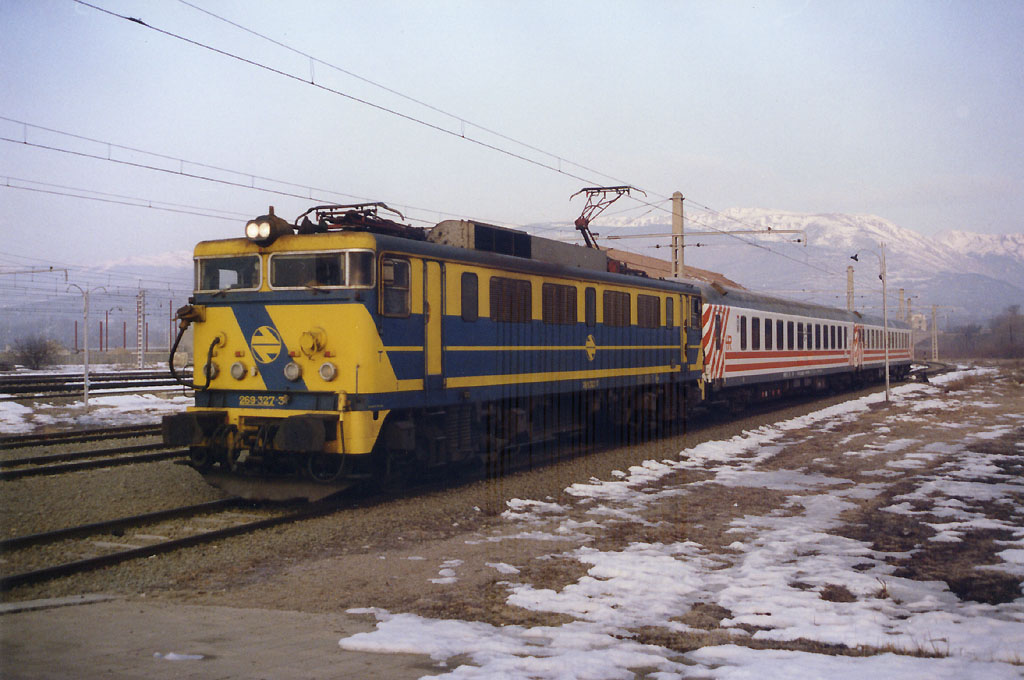
La 269.327 tractant le Pullman Cerdanya à Puigcerdà.
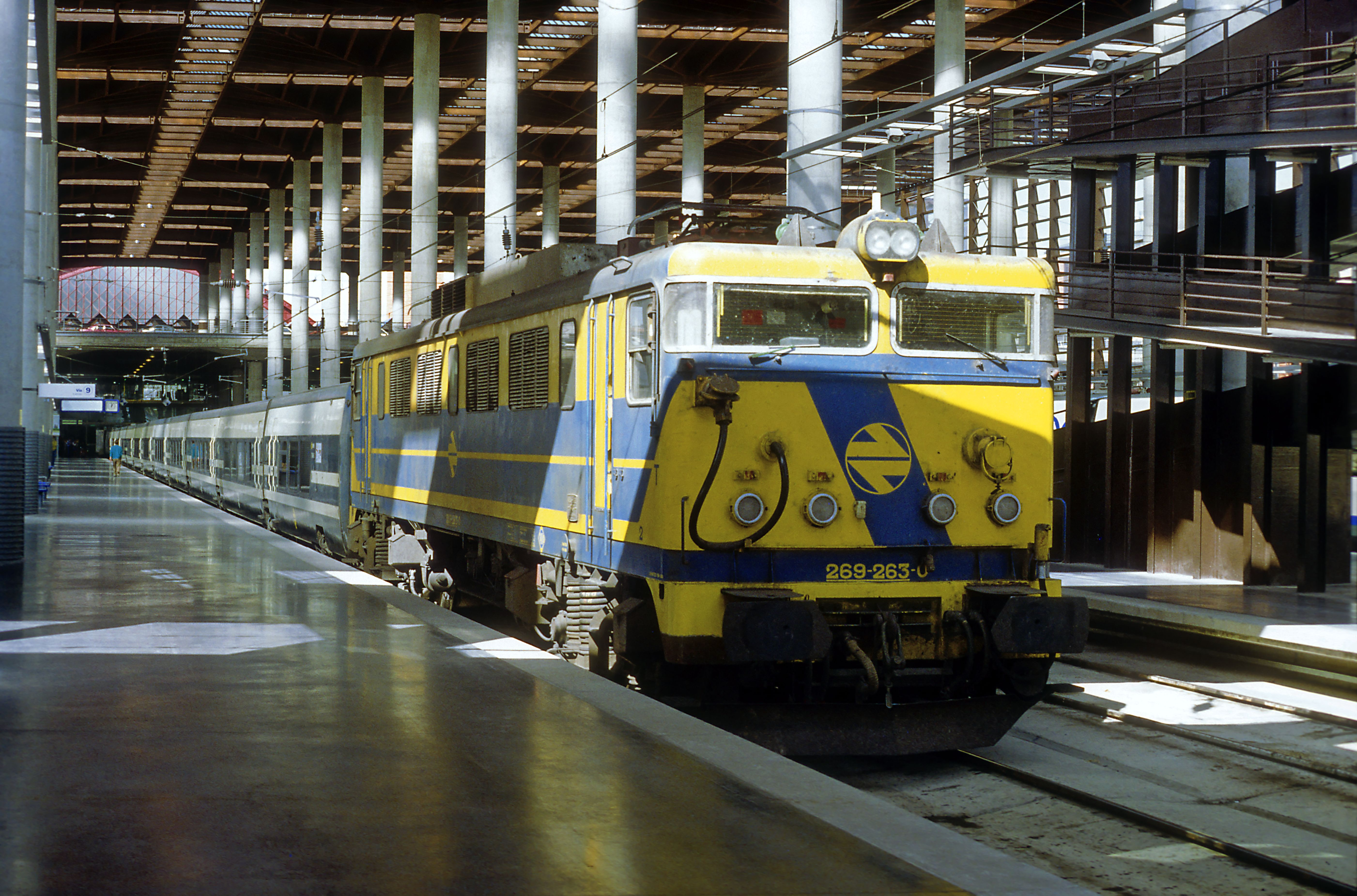
La 269-263 tractant un Talgo Pendular pour Almería.
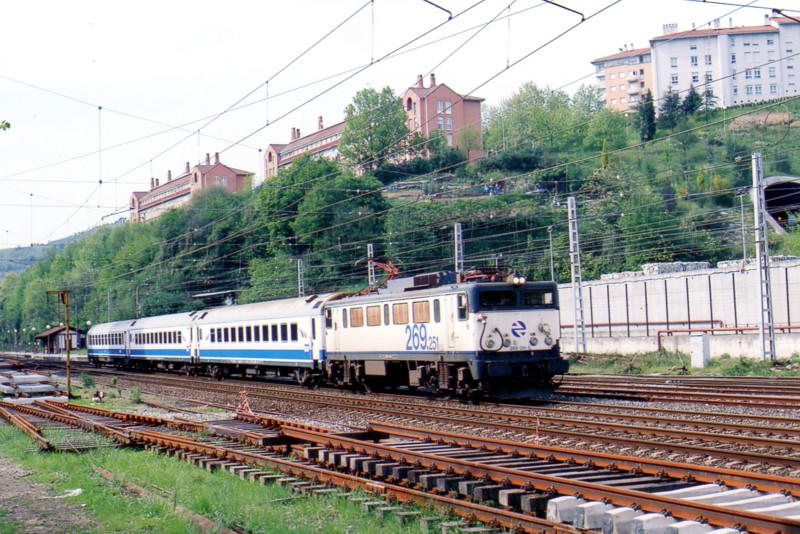
La 269-251 à Errenteria (22/04/2003).